# Mandritsara
Mandritsara – miasto i gmina w północnym Madagaskarze, w dystrykcie Mandritsara, w regionie Sofia. Według spisu z 2018 roku liczy 31 135 mieszkańców.